# Jules Hoffmann
Jules Alphonse Hoffmann (Echternach, Luxemburgo, 2 de agosto de 1941) é um biólogo francês.
Hoffmann é diretor de investigação e membro do conselho de administração do Centre National de la Recherche Scientifique (CNRS). Em 2007 foi eleito presidente da Academia Francesa de Ciências. Em conjunto com Bruce Beutler, recebeu metade do valor do Prémio Nobel de Fisiologia ou Medicina de 2011 pelas "suas descobertas sobre a ativação da imunidade inata".
Hoffmann graduou-se em biologia e química, e recebeu o doutoramento em biologia na Universidade de Estrasburgo em 1969. Seu pós-doutoramento foi feito no Institut für Physiologische Chemie na Universidade de Marburg, Alemanha, em 1973-1974.
Hoffmann foi investigador no CNRS entre 1964 e 1968, e tornou-se associado em 1969. Desde 1974 é o diretor da investigação do CNRS. Entre 1978 e 2005 dirigiu a unidade 9022 do CNRS, sobre “resposta imunitária e desenvolvimento nos insetos”, e de 1993 a 2005 foi diretor do Instituto de Biologia Celular e Molecular do CNRS em Estrasburgo.
Hoffmann esteve em numerosos comités científicos franceses e internacionais, sendo membro de numerosas academias, entre as quais a Academia Leopoldina, a Academia Francesa de Ciências, a Academia Europaea, a EMBO (European Molecular Biology Organization), a Academia de Artes e Ciências dos Estados Unidos e a Academia Russa de Ciências.

## Prêmios
- 2003 Prêmio William B. Coley do Cancer Research Institute
- 2004 Prêmio Robert Koch
- 2007 Prêmio Balzan, com Bruce Beutler, pela imunidade inata
- 2010 Prêmio de Medicina Keio
- 2011 Prêmio Internacional da Fundação Gairdner
- 2011 Prêmio Shaw (com Bruce Beutler e Ruslan Medzhitov)
- 2011 Medalha de Ouro CNRS
- 2011 Nobel de Fisiologia ou Medicina

Já foi distinguido com numerosos prémios científicos, entre os quais o Prémio Balzan que em 2007 venceu com Bruce Beutler e distinguiu os seus trabalhos sobre a imunidade inata. Em 2011 foi galardoado com o Prêmio Shaw com Bruce Beutler e Ruslan M. Medzhitov, e com o Prémio Nobel de Fisiologia ou Medicina em conjunto com Bruce Beutler e Ralph Steinman.